# Gyrojet

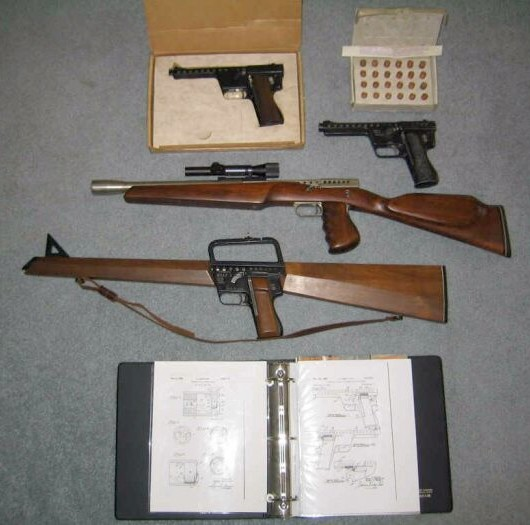
Gyrojet-Waffen

Gyrojet war eine Faustfeuerwaffenfamilie und Munitionsart des Herstellers MBAssociates, die in den 1960er-Jahren entwickelt und produziert wurden. Besonderheit dieser Waffen und Munition war der Raketenantrieb der Geschosse. Die Waffen konnten sich nicht im Markt durchsetzen.

## Entwicklungsgeschichte
Raketen sind in China im 13. Jahrhundert entwickelt worden, jedoch dauerte es noch lange, bis ein Einsatz als Handfeuerwaffe denkbar war. Auch die im Jahre 1834 entwickelte Voss Musket Rockt, die von der dänischen Armee eingesetzt wurde, war eine Signalwaffe. Aus dem Jahre 1848 stammt die Rocket Ball, die trotz der Bezeichnung nicht über einen Raketenantrieb verfügte. Trotzdem wird die Patrone in Verbindung mit Raketengeschossen gebracht, da die Bauweise sehr ähnlich ist. Im Zweiten Weltkrieg experimentierte die Firma Carl Walther mit einer Raketenpatrone mit 9 mm Durchmesser und 30 mm Länge.
In den 1960er-Jahren wurden von Robert Mainhardt und Art Biehl bei der Firma MB Associates wieder Raketengeschosse und entsprechende Handfeuerwaffen entwickelt. Die Waffen konnten sich nicht im Markt durchsetzen und blieben bis heute die einzigen Handfeuerwaffen mit raketenangetriebenen Geschossen, die über das Versuchsstadium zur Produktionsreife gebracht werden konnten.

## Technik
Anstelle eines Projektils, das mittels einer Pulverladung durch einen Lauf beschleunigt wurde, nutzen die Gyrojet-Waffen raketenangetriebene Geschosse von 12 und 13 Millimeter Durchmesser. Dabei treten die heißen Gase durch Düsen am Rand des Patronenbodens aus und beschleunigen so die gesamte Patrone, sie wird damit insgesamt zum Projektil. Bei einer herkömmlichen Patrone hingegen wird die Pulverladung gezündet, die heißen Gase treiben dann Geschoss und Hülse auseinander und beschleunigen das Geschoss durch den Lauf bis zur Mündung (und einige Zentimeter darüber hinaus). Die außenballistischen Eigenschaften der Geschosse weisen eine völlig andere Charakteristik auf als bei Patronenmunition. Sie beschleunigen hauptsächlich nach dem Verlassen des Laufes bis zum Brennschluss des Raketentreibstoffes.
Der Rückstoß der Raketenpistole ist sehr viel geringer als bei einer herkömmlichen Pistole gleichen Kalibers, da die Beschleunigung durch den Raketenantrieb deutlich langsamer verläuft als beim herkömmlichen Abbrand des Pulvers. Auch die deutlich geringere Geräuschentwicklung ist ein Vorteil dieser Waffen.
Die niedrige Mündungsgeschwindigkeit führt zu ganz erheblichen Präzisionsproblemen, zudem ist die Endgeschwindigkeit deutlich niedriger als bei herkömmlicher Gewehrmunition, was sich in geringerer Durchschlagskraft auswirkt. Allerdings erreicht ein Gyrojet-Geschoss diese Geschwindigkeit auch in der kurzläufigen Pistolenvariante und übertrifft damit viele andere Handfeuerwaffen.
Fertigungstoleranzen und Beschädigungen des Patronenbodens fallen bei einem Gyrojet-Geschoss deutlich mehr ins Gewicht als bei einer herkömmlichen Patrone: Die Raketenpatrone verfügt über zwei oder vier leicht zur Seite geneigte Düsen, die das Projektil zusätzlich in Drehung versetzen. Sind die Düsen nicht exakt ausgerichtet oder leicht verschmutzt, fängt das Projektil im Flug an zu taumeln, was die Präzision drastisch vermindert.